# جون دي (مدرب كرة سلة)
جون دي (بالإنجليزية: John Dee)‏ هو مدرب كرة سلة أمريكي، ولد في 12 سبتمبر 1923، وتوفي في 24 أبريل 1999.